# Бережцы (Владимирская область)
Бережцы — упразднённое село в Гороховецком районе Владимирской области России.

## География
Урочище находится в восточной части области, в зоне хвойно-широколиственных лесов, на левом берегу реки Гавриловки (левый приток Оки), у южной окраины деревни Овинищи, на расстоянии 13 километров (по прямой) к юго-востоку от города Гороховец, административного центра района.

### Климат
Климат характеризуется как умеренно континентальный. Средняя температура воздуха самого холодного месяца (января) — −11,2 °C (абсолютный минимум — −45 °С), средняя температура воздуха самого тёплого месяца (июля) — +18,4 °С (абсолютный максимум — +38 °С). Безморозный период длится около 139 дней. Годовое количество атмосферных осадков составляет около 556 мм, из которых 387 мм выпадает в период с апреля по октябрь. Снежный покров держится в среднем около 149 дней.

## История
В «Списке населенных мест Владимирской губернии по сведениям 1859 года» населённый пункт упомянут как погост Березцы Гороховецкого уезда, расположенный в 17 верстах от уездного города. На погосте насчитывалось 3 двора и проживало 13 человек (6 мужчин и 7 женщин).
По состоянию на 1905 год, в Бережцах имелось 3 двора и проживало 13 человек. В административном отношении село входило в состав Красносельской волости.
По данным 1926 года, в селе имелось 4 хозяйства и проживало 12 человек (2 мужчины и 10 женщин). Являлось частью Овинищенского сельсовета Гороховецкой волости Вязниковского уезда.

## Храм
Действовала православная церковь во имя Покрова Пресвятой Богородицы, которая упоминается уже в источниках второй половины XVII века.
В 1754 году вместо деревянной церкви, на средства гороховецкого купца Алексея Ширяева, был возведён новый каменный двухпрестольный храм. Холодный придел новой церкви был освящен во имя Покрова Пресвятой Богородицы, тёплый — во имя св. Николая Чудотворца.
В 1897 году к Бережецкому приходу относилось 1668 человек, проживавших в 5 окрестных деревнях. С 1882 года при храме действовала церковно-приходская школа.